# Tales from the Darkside: The Movie
Tales from the Darkside: The Movie es una película estadounidense de 1990, dirigida por John Harrison, basada en la serie de televisión Tales from the Darkside. Fue filmada en Bronxville, Nueva York. Con un estilo antológico, muestra a un repartidor de periódicos secuestrado que le cuenta tres historias de horror a una bruja, antes de ser comido por ella.

## Historias
- Introducción

Betty (Deborah Harry), en apariencia una moderna ama de casa suburbana, se dispone a preparar una cena que realizará esa noche para algunos invitados. El plato principal que tiene planeado resulta ser Timmy (Matthew Lawrence), un niño que ha capturado y mantiene encadenado en una celda en su despensa. Para evitar que lo mate y cocine, Timmy intenta ganar tiempo contándole tres de las historias de terror presentes en un libro que ella le dio, titulado Tales from the Darkside.
- Lot 249 (Lote 249)

Escrita por Arthur Conan Doyle, narra la historia de un universitario llamado Andy (Christian Slater) y su compañero de origen humilde llamado Edward Bellingham (Steve Buscemi), que ha sido incriminado de robo por Susan (Julianne Moore), la hermana de Andy, para que sea descalificado de un concurso académico y su novio Lee (Robert Sedgwick) obtenga el premio. Bellingham muestra a Andy que adquirió una momia dentro de la cual descubre un pergamino que le permite reanimarla y controlarla, por lo que la envía a asesinar a Lee. Poco después, descubre que Susan ha logrado que lo expulsen, al incriminarlo escondiendo piezas robadas del museo de la universidad en su habitación, por lo que la despierta nuevamente y envía a que la asesine. Andy, quien sabía sobre el pergamino y sospechaba de Bellingham, lo secuestra y obliga a convocarla, luego destruye a la momia, quema sus restos y el pergamino. Aunque considera matar a Bellingham, finalmente decide dejarlo vivir a cambio que nunca regrese.
Sin embargo, mientras se marcha, Bellingham revela que entregó un pergamino diferente a Andy y aún conserva el verdadero. Esa noche Andy es atacado por los cuerpos reanimados de Susan y Lee por mandato de Bellingham.
- Cat From Hell (El gato del infierno)

Un relato de Stephen King adaptado por George Romero. Drogan (William Hickey) es un anciano adinerado e inválido que contrata a un asesino a sueldo llamado Halston (David Johansen) por una extraña misión: matar un gato negro que vive en su mansión y que Drogan asegura se trata de un ser maligno. Drogan explica que hasta hace poco vivía con otros tres ancianos en la mansión: su hermana, Amanda (Dolores Sutton), su amiga Carolyn (Alice Drummond) y el mayordomo Richard Gage (Mark Margolis). Drogan afirma que el gato apareció un día en la casa siendo adoptado por su hermana; poco después el gato la hizo caer por las escaleras a su muerte. Unos días después mató a Carolyn asfixiándola mientras dormía y finalmente, cuando Richard intentó llevar al gato a ser sacrificado, lo atacó mientras manejaba causando un accidente. Drogan confiesa a Halston que su compañía farmacéutica mató cinco mil gatos experimentando para crear una polémica droga para el corazón que él mismo utiliza y con la que hizo una fortuna. Ahora está convencido de que la criatura es en realidad la materialización del resentimiento de los animales muertos buscando venganza.
Halston no cree en la historia pero, en vista del generoso pago ofrecido, acepta pasar la noche solo en la mansión cazando al gato. Para su desgracia cada vez que intenta atraparlo es él quien termina herido y cuando usa una pistola descubre que las balas lo atraviesan, finalmente el gato mata a Halston entrando a su pecho por su boca. A la mañana siguiente Drogan regresa y descubre el cadáver desde donde el gato y salta hacia Drogan, provocándole un infarto fatal.
Originalmente la historia iba a formar parte de Creepshow 2, dirigida por Michael Gornick en 1987.
- Lover's Vow (Voto de amante)

Preston (James Remar) es un artista fracasado. Una noche, tras salir a beber atestigua como la estatua de una gárgola, del edificio frente a su casa, cobra vida y asesina a su amigo. La criatura lo obliga a jurar nunca contar a nadie que lo vio y le permite escapar. Mientras huye, encuentra a una mujer llamada Carola (Rae Dawn Chong) a quien lleva a su casa para evitar que sea presa de la criatura. Una vez allí, pasan la noche juntos.
Al día siguiente Carola le pide que la aloje ya que la echaron del lugar donde vivía, a cambio lo presenta con la dueña de una importante galería lo que le permite despegar su carrera. Diez años después Preston es un exitoso y cotizado artista, casado con Carola y padre de dos hijos. Sin embargo, aun lo torturan los recuerdos de la criatura.
La noche de su décimo aniversario Preston decide revelar la verdad a Carola ya que no soporta guardar secretos a la mujer que ama por lo que le muestra una escultura de la gárgola y le revela los sucesos de esa noche. Carola se muestra furiosa y le recrimina haber roto la promesa que le había hecho, tras lo cual se transforma en la criatura revelando que ya no podrá volver a ser humana, además Preston descubre que sus hijos han sufrido una transformación similar; aunque ambos se aman, Carola señala que el faltar a su promesa selló el destino de los cuatro, tras lo cual lo degüella.
Tras esto toma a sus hijos y vuela con ellos a su pedestal en el edificio donde los tres se convierten en una estatua.
- Epílogo

Timmy intenta seguir contando historias a Betty para ganar más tiempo, pero ella no está dispuesta a retrasar su labor aunque este insiste que la siguiente es la mejor y tiene un final feliz, cosa que ella desmiente ya que ninguna historia del libro tiene un final feliz.
Cuando Betty entra a llevarse a Timmy, él narra sus propias acciones: señalando como arroja algunas canicas al suelo que hacen que ella resbale, caiga sobre el mesón de la cocina y se clave sus herramientas de carnicero. Mientras, Timmy narra como se libera y la empuja dentro del horno.
La película termina con Timmy, que tras asegurar la puerta del horno, come un paquete de galletas de Betty mientras rompe la cuarta pared preguntando: "¿No les encantan los finales felices?".

## Reparto
| Actor            | Personaje  |
| ---------------- | ---------- |
| Deborah Harry    | Betty      |
| Christian Slater | Andy       |
| James Remar      | Preston    |
| Steve Buscemi    | Bellingham |
| Julianne Moore   | Susan      |
| William Hickey   | Drogan     |
| Robert Klein     | Wyatt      |
| Rae Dawn Chong   | Carola     |
| Michael Deak     | La momia   |
| David Forrester  | Priest     |
| Mark Margolis    | Gage       |
| Matthew Lawrence | Timmy      |
| David Johansen   | Halston    |
| Nicole Leach     | Margaret   |